# Góry Turkiestańskie
Góry Turkiestańskie (kirg.: Түркстан кырка тоосу, Türkstan kyrka toosu; tadż.: қаторкӯҳи Туркистон, katorkuhi Turkiston; uzb.: Turkiston tizmasi; ros.: Туркестанский хребет, Turkiestanskij chriebiet) – część systemu górskiego Hisaro-Ałaju, w Uzbekistanie, Tadżykistanie i Kirgistanie; ograniczają od południowego zachodu Kotlinę Fergańską. Rozciągają się równoleżnikowo na długości 340 km. Najwyższy szczyt (Askały) osiąga 5621 m n.p.m. Góry zbudowane z dolnopaleozoicznych piaskowców i łupków. Na zboczach północnych występują zarośla jałowca, w zapadliskach – łąki, zbocza południowe prawie zupełnie pozbawione roślinności. W górnych partiach występują lodowce. W północnej części znajdują się złoża węgla brunatnego (Sülüktü) i rtęci (Chajdarkan).